# Chester Hill
Chester Hill és una població dels Estats Units a l'estat de Pennsilvània. Segons el cens del 2000 tenia 918 habitants.

## Demografia
Segons el cens del 2000, Chester Hill tenia 918 habitants, 399 habitatges i 264 famílies. La densitat de població era de 708,9 habitants per quilòmetre quadrat.
Dels 399 habitatges en un 29,8% vivien nens de menys de 18 anys, en un 43,4% vivien parelles casades, en un 16,5% dones solteres, i en un 33,8% no eren unitats familiars. En el 29,8% dels habitatges vivien persones soles el 14,3% de les quals corresponia a persones de 65 anys o més que vivien soles. El nombre mitjà de persones que vivien en cada habitatge era de 2,3 i el nombre mitjà de persones que vivien en cada família era de 2,74.
Per edats la població es repartia de la següent manera: un 24% tenia menys de 18 anys, un 9,7% entre 18 i 24, un 28,9% entre 25 i 44, un 21,8% de 45 a 60 i un 15,7% 65 anys o més.
L'edat mediana era de 37 anys. Per cada 100 dones de 18 o més anys hi havia 82,2 homes.
La renda mediana per habitatge era de 24.271 $ i la renda mediana per família, de 28.500 $. Els homes tenien una renda mediana de 24.464 $ mentre que les dones, de 20.735 $. La renda per capita de la població era de 14.256 $. Entorn del 24% de les famílies i el 26,8% de la població estaven per davall del llindar de pobresa.

## Poblacions més properes
El següent diagrama mostra les poblacions més properes.